# Orosírico
Na escala de tempo geológico, o Orosírico é o período da era Paleoproterozoica do éon Proterozoico que está compreendido entre há 2050 milhões e 1800 milhões de anos, aproximadamente. O período Orosírico sucede o período Riácico e precede o período Estatérico, ambos de sua era. Como os outros períodos de seu éon, não se divide em épocas. Atmosfera livre de oxigênio neste período.
O  Período Orosírico vem do grego orosira que significa cadeia de montanhas. O período se estende de 2,05 a 1,80 bilhões de anos e é caracterizado como um período significativo em que se deu a formação de montanhas da história da Terra.
As orogenias iniciadas no Riácico terminam sua evolução, embora outras tenham se iniciado no mesmo período, continuando um grande ciclo de colagem de placas.
No final do Orosírico, essas colagens resultaram em dois grandes continentes: Ártica (constituída de América do Norte, Groenlândia e Sibéria) e Atlântica, constituída da América do Sul e África